# باول جونسون (لاعب إسكواش)
باول جونسون (بالإنجليزية: Paul Johnson) هو لاعب إسكواش بريطاني، ولد في 18 يوليو 1972 في لندن في المملكة المتحدة.

## وصلات خارجية
- بول جونسون على موقع SquashInfo.com (الإنجليزية)
- بول جونسون على موقع اتحاد ألعاب الكومنولث (مؤرشف) (الإنجليزية)